# Парадоксальні люди
«Парадоксальні люди» (англ. The Paradox Men) — перший науково-фантастичний роман американського письменника Чарльза Л. Гарнесса.

## Публікація
Спочатку він був опублікований у травні 1949 року як повість «Політ у вчорашній день» (англ. Flight into Yesterday). А вже 1953 року твір перевидали у розширеному вигляді під назвою «Парадоксальні люди». 

## Оцінка твору
Ця «науково-фантастична класика» є одночасно «казкою, в якій переважають екстравагантності космічної опери» і «суворе формулювання наративного аналізу наслідків вивчення історії», сказав Арнольд Джозеф Тойнбі. Ентоні Бучер і Маккомас назвали його «прекрасною привабливою прив'язкою … так нескінченно заплутаною, що ви ніколи не зможете повністю зрозуміти, що це так» П. Шайлер Міллер описав його як «розваги-дії, що швидко розвиваються, щоб ви не переставали турбуватися про невідповідності чи неправдоподібність».
У своєму вступі до четвертого видання книги у м'якій обкладинці 1967 року Браян Олдіс назвав його головним прикладом «широкоекранного бароко» у науковій фантастиці, а Джон Клют  вважає його «такою оповіддю, що перетворює традиційну космічну оперу на арену, де величезний масив персонажів може діяти за велінням свого серця, де все може бути сказане з підморгуванням або цілком серйозно, і розповісти будь-яку історію».
«Парадоксальні люди» — це твір про особисті силові поля, які захищають людей від високошвидкісної зброї та пістолетів, але не можуть уберегти від ножів або мечів. Ця ідея пізніше була використана Френком Гербертом у романі «Дюна» (1965).
Найавторитетнішим шотландським критиком-фантастикознавцем Дейвідом Прінґлом роман включено до переліку найкращих англомовних науково-фантастичних романів за період з 1949 по 1984 рік.